# دافي كروكت
دافي كروكت (بالإنجليزية: Davey Crockett)‏ هو لاعب كرة قاعدة أمريكي، ولد في 3 أكتوبر 1875 في روانوك في الولايات المتحدة، وتوفي في 23 فبراير 1961 في شارلوتسفيل في الولايات المتحدة.

## وصلات خارجية
- دافي كروكت على موقعبيزبول رفرنس.كوم (الدوري الرئيسي) (الإنجليزية)
- دافي كروكت على موقعبيزبول رفرنس.كوم (الدوري الثانوي) (الإنجليزية)